# 단짝 (텔레비전 프로그램)
단짝은 2015년 2월 16일부터 2015년 7월 30일까지 KBS 2TV에서 방송된 동물 전문 교양 프로그램이다.

## 단짝 개요
기획 의도
가족이 되어, 삶을 나누며, 생사고락을 같이 하는 반려동물들과 사람들의 운명적인 이야기를 그린 다큐멘터리.
프로그램 소개
사람에게로 와 가족이 되다! 반려동물 인구 1,000만 시대만남과 우정, 사랑과 이별이 사람과 사람의 일이고 인연이었던 시절을 지나, 이제는 사람과 동물 사이의 이야기가 된, 반려동물인구 1,000만 시대다. 우리나라 사람 5명 중 1명이 반려동물과 함께 살고 있으며, 1인 가구와 노령인구 증가로 반려동물 인구는 계속 늘어날 전망이다. 어린자식과 함께 강아지를 키우고, 장성해 출가한 자식의 빈 자리를 소를 기르며 메우고, 반려자가 떠나 혼자 남겨진 집에서 함께 늙어온 고양이와 여생을 살아간다. 가족이 되어, 삶을 나누며, 생사고락을 같이 하는 반려동물들과 사람들의 운명적인 이야기.

## 방송 시간
| 방송 채널 | 방송 기간                  | 방송 시간                                    |
| --------- | -------------------------- | -------------------------------------------- |
| KBS 2TV   | 2015년 2월 16일 ~ 7월 30일 | 매주 월요일 ~ 목요일 저녁 8:30 ~ 8:55 (25분) |

## 방송 회차

### 2015년
| 회차   | 방송일   | 제목 (원제)                    |
| ------ | -------- | ------------------------------ |
| 설기획 | 2월 16일 | 해경씨 껌딱지, 매향이          |
| 설기획 | 2월 17일 | 해경씨 껌딱지, 매향이          |
| 1      | 2월 23일 | 달려라 내 사랑 말리            |
| 1      | 2월 24일 | 달려라 내 사랑 말리            |
| 1      | 2월 25일 | 달려라 내 사랑 말리            |
| 1      | 2월 26일 | 달려라 내 사랑 말리            |
| 2      | 3월 2일  | 보이지 않는 사랑               |
| 2      | 3월 3일  | 보이지 않는 사랑               |
| 2      | 3월 4일  | 보이지 않는 사랑               |
| 2      | 3월 5일  | 보이지 않는 사랑               |
| 3      | 3월 9일  | 굳세어라 검순아                |
| 3      | 3월 10일 | 굳세어라 검순아                |
| 3      | 3월 11일 | 굳세어라 검순아                |
| 3      | 3월 12일 | 굳세어라 검순아                |
| 4      | 3월 16일 | 우리 미래                      |
| 4      | 3월 17일 | 우리 미래                      |
| 4      | 3월 18일 | 우리 미래                      |
| 4      | 3월 19일 | 우리 미래                      |
| 5      | 3월 23일 | 아가씨와 건달들                |
| 5      | 3월 24일 | 아가씨와 건달들                |
| 5      | 3월 25일 | 아가씨와 건달들                |
| 5      | 3월 26일 | 아가씨와 건달들                |
| 6      | 3월 30일 | 장군! 약혼원정기               |
| 6      | 3월 31일 | 장군! 약혼원정기               |
| 6      | 4월 1일  | 장군! 약혼원정기               |
| 6      | 4월 2일  | 장군! 약혼원정기               |
| 7      | 4월 6일  | 내 사랑 내 곁에                |
| 7      | 4월 7일  | 내 사랑 내 곁에                |
| 7      | 4월 8일  | 내 사랑 내 곁에                |
| 7      | 4월 9일  | 내 사랑 내 곁에                |
| 8      | 4월 13일 | 꼬부랑 할머니와 황금거위       |
| 8      | 4월 14일 | 꼬부랑 할머니와 황금거위       |
| 8      | 4월 15일 | 꼬부랑 할머니와 황금거위       |
| 8      | 4월 16일 | 꼬부랑 할머니와 황금거위       |
| 9      | 4월 20일 | 봄날의 산타                    |
| 9      | 4월 21일 | 봄날의 산타                    |
| 9      | 4월 22일 | 봄날의 산타                    |
| 9      | 4월 23일 | 봄날의 산타                    |
| 10     | 4월 27일 | 상추야 놀자                    |
| 10     | 4월 28일 | 상추야 놀자                    |
| 10     | 4월 29일 | 상추야 놀자                    |
| 10     | 4월 30일 | 상추야 놀자                    |
| 11     | 5월 4일  | 바보 복돌이                    |
| 11     | 5월 5일  | 바보 복돌이                    |
| 11     | 5월 6일  | 바보 복돌이                    |
| 11     | 5월 7일  | 바보 복돌이                    |
| 12     | 5월 11일 | 가수왕 해피                    |
| 12     | 5월 12일 | 가수왕 해피                    |
| 12     | 5월 13일 | 가수왕 해피                    |
| 12     | 5월 14일 | 가수왕 해피                    |
| 13     | 5월 18일 | 커피보다 라쿤                  |
| 13     | 5월 19일 | 커피보다 라쿤                  |
| 13     | 5월 20일 | 커피보다 라쿤                  |
| 13     | 5월 21일 | 커피보다 라쿤                  |
| 14     | 5월 25일 | 내 이름은 김길순               |
| 14     | 5월 26일 | 내 이름은 김길순               |
| 14     | 5월 27일 | 내 이름은 김길순               |
| 14     | 5월 28일 | 내 이름은 김길순               |
| 15     | 6월 1일  | 강산에 진달래                  |
| 15     | 6월 2일  | 강산에 진달래                  |
| 15     | 6월 3일  | 강산에 진달래                  |
| 15     | 6월 4일  | 강산에 진달래                  |
| 16     | 6월 8일  | 내겐 너무 무거운 너            |
| 16     | 6월 9일  | 내겐 너무 무거운 너            |
| 16     | 6월 10일 | 내겐 너무 무거운 너            |
| 16     | 6월 11일 | 내겐 너무 무거운 너            |
| 17     | 6월 15일 | 할아버지의 이중생활            |
| 17     | 6월 16일 | 할아버지의 이중생활            |
| 17     | 6월 17일 | 할아버지의 이중생활            |
| 17     | 6월 18일 | 할아버지의 이중생활            |
| 18     | 6월 22일 | 스타의 귀환                    |
| 18     | 6월 23일 | 스타의 귀환                    |
| 18     | 6월 24일 | 스타의 귀환                    |
| 18     | 6월 25일 | 스타의 귀환                    |
| 19     | 6월 29일 | 오! 마이 팬 - 내 인생의 럭키   |
| 19     | 6월 30일 | 오! 마이 팬 - 핵존심 대 개존심 |
| 19     | 7월 1일  | 오! 마이 팬 - 핵존심 대 개존심 |
| 20     | 7월 6일  | 아흔넷, 빽빽이 엄마            |
| 20     | 7월 7일  | 아흔넷, 빽빽이 엄마            |
| 20     | 7월 8일  | 아흔넷, 빽빽이 엄마            |
| 20     | 7월 9일  | 아흔넷, 빽빽이 엄마            |
| 21     | 7월 14일 | 우도왕자와 호위무사            |
| 21     | 7월 15일 | 우도왕자와 호위무사            |
| 21     | 7월 16일 | 우도왕자와 호위무사            |
| 22     | 7월 20일 | 럭키의 뜨거운 여름             |
| 22     | 7월 21일 | 럭키의 뜨거운 여름             |
| 22     | 7월 22일 | 럭키의 뜨거운 여름             |
| 22     | 7월 23일 | 럭키의 뜨거운 여름             |
| 23     | 7월 27일 | 지리산 노총각 정돌             |
| 23     | 7월 28일 | 지리산 노총각 정돌             |
| 23     | 7월 29일 | 지리산 노총각 정돌             |
| 23     | 7월 30일 | 지리산 노총각 정돌             |

## 시청률
- AGB 닐슨 미디어리서치

| 회차       | 방송 일자       | 전국 시청률(증감치) |
| ---------- | --------------- | ------------------- |
| 설특선 1회 | 2015년 2월 16일 | 3.7%                |
| 설특선 2회 | 2015년 2월 17일 | 4.4%                |
| 1회        | 2015년 2월 23일 | 3.3%                |
| 2회        | 2015년 2월 24일 | 3.4%                |
| 3회        | 2015년 2월 25일 | 3.2%                |
| 4회        | 2015년 2월 26일 | 2.6%                |
| 5회        | 2015년 3월 2일  | 2.7%                |
| 6회        | 2015년 3월 3일  | 2.8%                |
| 7회        | 2015년 3월 4일  | 3.1%                |
| 8회        | 2015년 3월 5일  | 3%                  |
| 9회        | 2015년 3월 9일  | 3.5%                |
| 10회       | 2015년 3월 10일 | 2.8%                |
| 11회       | 2015년 3월 11일 | 3.5%                |
| 12회       | 2015년 3월 12일 | 4.7%                |
| 13회       | 2015년 3월 16일 | 3.8%                |
| 14회       | 2015년 3월 17일 | 4%                  |
| 15회       | 2015년 3월 18일 | 2.9%                |
| 16회       | 2015년 3월 19일 | 3%                  |
| 17회       | 2015년 3월 23일 | 3.3%                |
| 18회       | 2015년 3월 24일 | 3.4%                |
| 19회       | 2015년 3월 25일 | 2.6%                |
| 20회       | 2015년 3월 26일 | 3.5%                |
| 21회       | 2015년 3월 30일 | 3%                  |
| 22회       | 2015년 3월 31일 | 3.2%                |
| 23회       | 2015년 4월 1일  | 3.3%                |
| 24회       | 2015년 4월 2일  | 3.3%                |
| 25회       | 2015년 4월 6일  | 2.4%                |
| 26회       | 2015년 4월 7일  | 2.7%                |
| 27회       | 2015년 4월 8일  | 2.2%                |
| 28회       | 2015년 4월 9일  | 2.4%                |
| 29회       | 2015년 4월 13일 | 4.3%                |
| 30회       | 2015년 4월 14일 | 3%                  |
| 31회       | 2015년 4월 15일 | 2.9%                |
| 32회       | 2015년 4월 16일 | 3.3%                |
| 33회       | 2015년 4월 20일 | 2.6%                |
| 34회       | 2015년 4월 21일 | 2.7%                |
| 35회       | 2015년 4월 22일 | 2.5%                |
| 36회       | 2015년 4월 23일 | 2.3%                |
| 37회       | 2015년 4월 27일 | 3.4%                |
| 38회       | 2015년 4월 28일 | 2.7%                |
| 39회       | 2015년 4월 29일 | 2.5%                |
| 40회       | 2015년 4월 30일 | 2.6%                |
| 41회       | 2015년 5월 4일  | 2.9%                |
| 42회       | 2015년 5월 5일  | 2.8%                |
| 43회       | 2015년 5월 6일  | 2.8%                |
| 44회       | 2015년 5월 7일  | 1.9%                |
| 45회       | 2015년 5월 11일 | 2.9%                |
| 46회       | 2015년 5월 12일 | 3.4%                |
| 47회       | 2015년 5월 13일 | 2.7%                |
| 48회       | 2015년 5월 14일 | 3%                  |
| 49회       | 2015년 5월 18일 | 3%                  |
| 50회       | 2015년 5월 19일 | 2.7%                |
| 51회       | 2015년 5월 20일 | 2.6%                |
| 52회       | 2015년 5월 21일 | 2.1%                |
| 53회       | 2015년 5월 25일 | 5.1%                |
| 54회       | 2015년 5월 26일 | 3.4%                |
| 55회       | 2015년 5월 27일 | 4.3%                |
| 56회       | 2015년 5월 28일 | 3.2%                |
| 57회       | 2015년 6월 1일  | 3.1%                |
| 58회       | 2015년 6월 2일  | 3.3%                |
| 59회       | 2015년 6월 3일  | 3.5%                |
| 60회       | 2015년 6월 4일  | 2.8%                |
| 61회       | 2015년 6월 8일  | 2.8%                |
| 62회       | 2015년 6월 9일  | 3%                  |
| 63회       | 2015년 6월 10일 | 2.1%                |
| 64회       | 2015년 6월 11일 | 2.4%                |
| 65회       | 2015년 6월 15일 | 2.8%                |
| 66회       | 2015년 6월 16일 | 2.7%                |
| 67회       | 2015년 6월 17일 | 2.7%                |
| 68회       | 2015년 6월 18일 | 2.2%                |
| 69회       | 2015년 6월 22일 | 3.2%                |
| 70회       | 2015년 6월 23일 | 2.2%                |
| 71회       | 2015년 6월 24일 | 3.2%                |
| 72회       | 2015년 6월 25일 | 2.9%                |
| 73회       | 2015년 6월 29일 | 2.4%                |
| 74회       | 2015년 6월 30일 | 2.7%                |
| 75회       | 2015년 7월 1일  | 미집계              |
| 76회       | 2015년 7월 6일  | 3.1%                |
| 77회       | 2015년 7월 7일  | 2.5%                |
| 78회       | 2015년 7월 8일  | 2.4%                |
| 79회       | 2015년 7월 9일  | 2.6%                |
| 80회       | 2015년 7월 14일 | 4.9%                |
| 81회       | 2015년 7월 15일 | 2.5%                |
| 82회       | 2015년 7월 16일 | 2.2%                |
| 83회       | 2015년 7월 20일 | 3.3%                |
| 84회       | 2015년 7월 21일 | 2.7%                |
| 85회       | 2015년 7월 22일 | 2.4%                |
| 86회       | 2015년 7월 23일 | 2.8%                |
| 87회       | 2015년 7월 27일 | 3.1%                |
| 88회       | 2015년 7월 28일 | 2.9%                |
| 89회       | 2015년 7월 29일 | 3.2%                |
| 90회       | 2015년 7월 30일 | 2.8%                |

## 같이 보기
- 반려동물

## 동일 소재 프로그램
- 우리말 겨루기 (KBS 교양운영팀 제작)
- 가족오락관, 상상오락관, 옥탑방의 문제아들 (KBS 예능운영팀 제작)
- 동물의 왕국, 동물의 세계, 동물극장 단짝 (KBS 1TV)
- 주주클럽, 슈퍼독, 은밀하고 위대한 동물의 사생활, 개는 훌륭하다, 동물은 훌륭하다, 나는 아픈 개와 산다, 펫 비타민 (KBS 2TV)
- 동물일기, 야옹멍멍 귀여워, 세상에 나쁜 개는 없다, 고양이를 부탁해, 아기 동물 귀여워, 펫하트, 극한 직업 (EBS 1TV)
- 세계의 비밀 수호대 번개맨 (EBS 2TV)
- 타타와 쿠마 (EBS·5BRICKS 공동 제작)
- 와우! 동물천하, 애니멀즈, 하하랜드, 오래봐도 예쁘다, 2020 추석특집 아이돌 멍멍 선수권대회, 심장이 뛴다 38.5 (MBC TV)
- TV 동물농장, 어쩌다 마주친 그 개, 펫미픽미, 푸바오와 할부지, 생활의 달인, 더솔져스, 검은 양 게임 (SBS TV)
- 마리와 나, 그랜드 부다개스트, 우리집 막내극장 (JTBC)
- 기막힌 동물원, 우리집에 해피가 왔다 (MBN)
- 동고동락, 개먼드라마 파트라슈 (TV조선)
- 대화가 필요한 개냥, 냐옹은 페이크다, 캣츠 앤 독스, 슬기로운 의사생활, 슬기로운 의사생활 시즌2, 해치지 않아, 해치지 않아 X 스우파, 슈퍼액션 (tvN)
- 펫토리얼리스트 (온스타일)
- 이 주의 책 (cpbc FM)
- 개별방송, 식빵 굽는 고양이, 잘살아보시개, 오 마이 펫, 여자친구! 강아지를 부탁해, 펫 닥터스 (skyPetpark)
- 상상고양이 (MBC 에브리원)
- 펫츠고! 댕댕트립 (SBS 플러스)
- 소나무의 펫하우스 (SBS M)
- 라디오 북클럽, 주말하이킥 이윤석입니다 (MBC 표준FM)
- 개밥 주는 남자, 너는 내 운명, 서민갑부 (채널A)
- 천재! 시무라 동물원 (日 NTV)
- 도그 위스퍼러 (美 NGC채널)
- 지옥에서 온 고양이 (美 애니멀 플래닛)
- 개과천선 아메리카 (영국 채널 4, Sky One)

## 특이 사항
반려동물 극장 단짝은 MBC 뉴스데스크, 딱 너 같은 딸, SBS 8 뉴스, 일부 종편, CJ E&M 계열 PP의 프로그램 등은 물론 2015년 KBO 리그(한국프로야구)와 같이 꾸준히 높은 시청률의 프로그램과 같은 시간대에 방송되어 불리한 조건으로 시작하였으나 2015년 5월 25일에 자체 최고 시청률 5.1%를 기록하였다.